# Anders Nilsson Wulf
Anders Nilsson Wulf, född 1665 i Hallsberg, Närke, död i september 1725 i Litslena socken, Uppland, var skarprättare i Uppsala åren 1708-1725.
Wulf var son till skräddaren Nils Jacobsson, som i sin tur troligtvis var son till bödeln Jacob i Uppsala. Wulf hade tidigare varit borgare i Norge och verksam som profoss inom det militära. Han var bror till skarprättaren Daniel Nilsson Wulf, vilken han efterträdde efter att denne drunknat. Landshövdingen tillkännagav till magistraten att Anders i april 1708 "får antydas för skarprättare i Upland". 1711 avrättade han en man genom hängning i Enköping. Efter några dagar får han i uppdrag att resa tillbaka, då kroppen lossnat från galgen och fallit ned till marken. Han anmodades därför att genast gräva ner kroppen. Han avrättade soldaten Kalamo för dråp i juni 1720 i Uppsala. 
I februari 1721 skulle han avrätta den nittonårige trossdrängen Per Mattson för tidelag. Inför avrättningen hade Wulf druckit alkohol och var kraftigt berusad. Detta påverkade avrättningen, då det krävdes flera misslyckade hugg innan huvudet avlägsnades från kroppen. Första hugget träffade ryggen, nästa något närmare halsen, varpå vid det tredje hugget sedan börjat skära med yxan. När huvudet sedan lossnat greppade han tag om "den dödes huvud i handen och visade upp det för allmogen". Han skrek och svor till folket när han sedan skakade huvudet och "slagit det mot huggstocken vilket skola vara fasligt att se på".
Wulf fick allt sämre hälsa och begärde avsked som skarprättare i mars 1725. Han avled senare i september samma år och efterträddes av Alexander Meijer. 